# Marcy (Rhône)
Marcy (auch: Marcy-sur-Anse) ist eine französische Gemeinde mit 879 Einwohnern (Stand: 1. Januar 2022) im  Département Rhône in der Region Auvergne-Rhône-Alpes. Sie gehört zum Arrondissement Villefranche-sur-Saône und zum Kanton Anse. Die Einwohner werden Marcillansois genannt.

## Geographie
Marcy liegt rund 20 Kilometer nordnordwestlich von Lyon und etwa acht Kilometer südsüdwestlich von Villefranche-sur-Saône im Weinbaugebiet Bourgogne. Umgeben wird Marcy von den Nachbargemeinden Lachassagne im Norden, Lucenay im Osten, Morancé im Süden und Südosten, Charnay im Süden und Südwesten sowie Alix im Westen.

## Bevölkerungsentwicklung
| Jahr                       | 1962 | 1968 | 1975 | 1982 | 1990 | 1999 | 2006 | 2013 |
| Einwohner                  | 211  | 192  | 250  | 333  | 531  | 574  | 631  | 617  |
| Quellen: Cassini und INSEE |      |      |      |      |      |      |      |      |

## Sehenswürdigkeiten

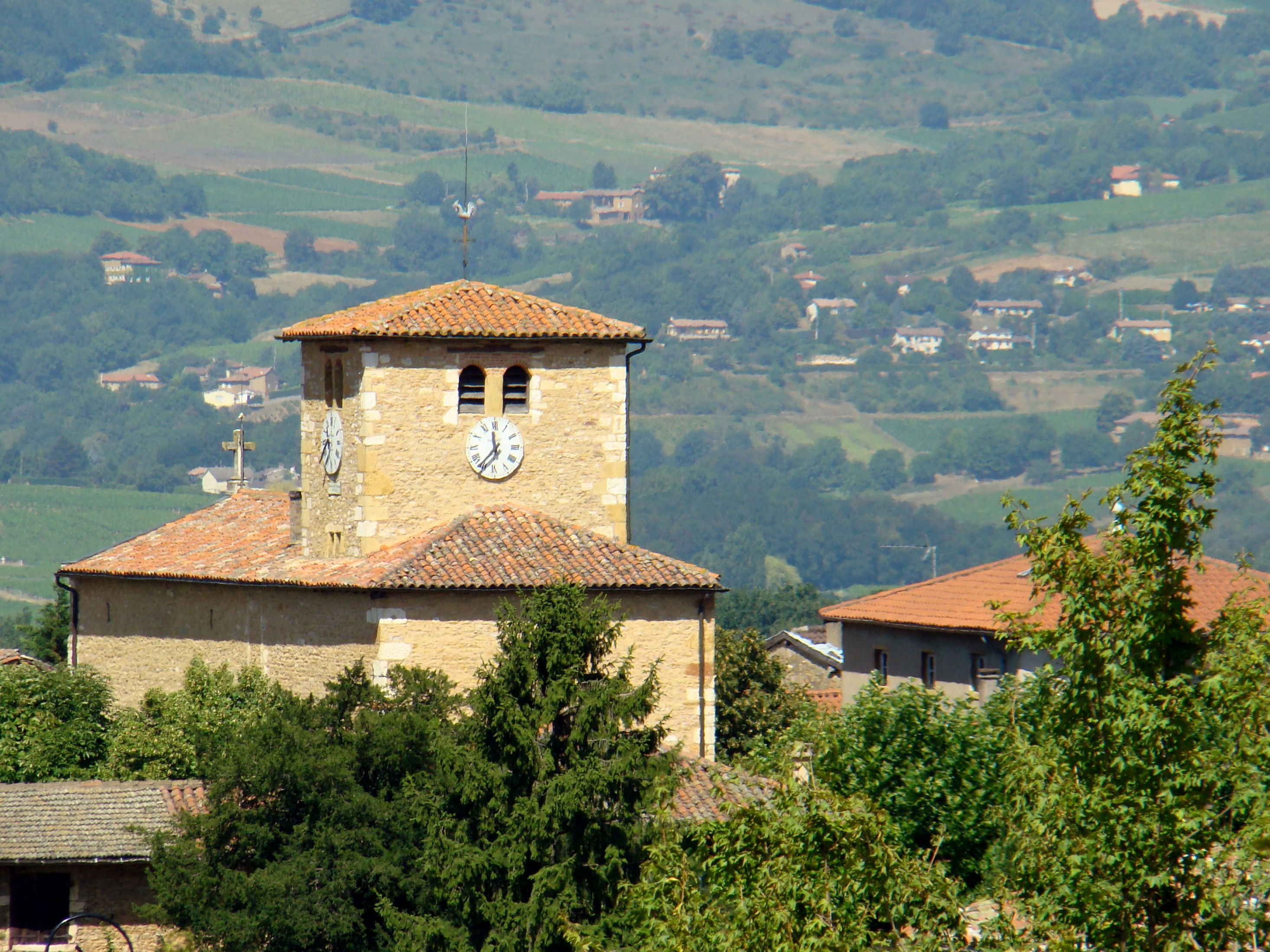
Kirche Saint-Bonnet
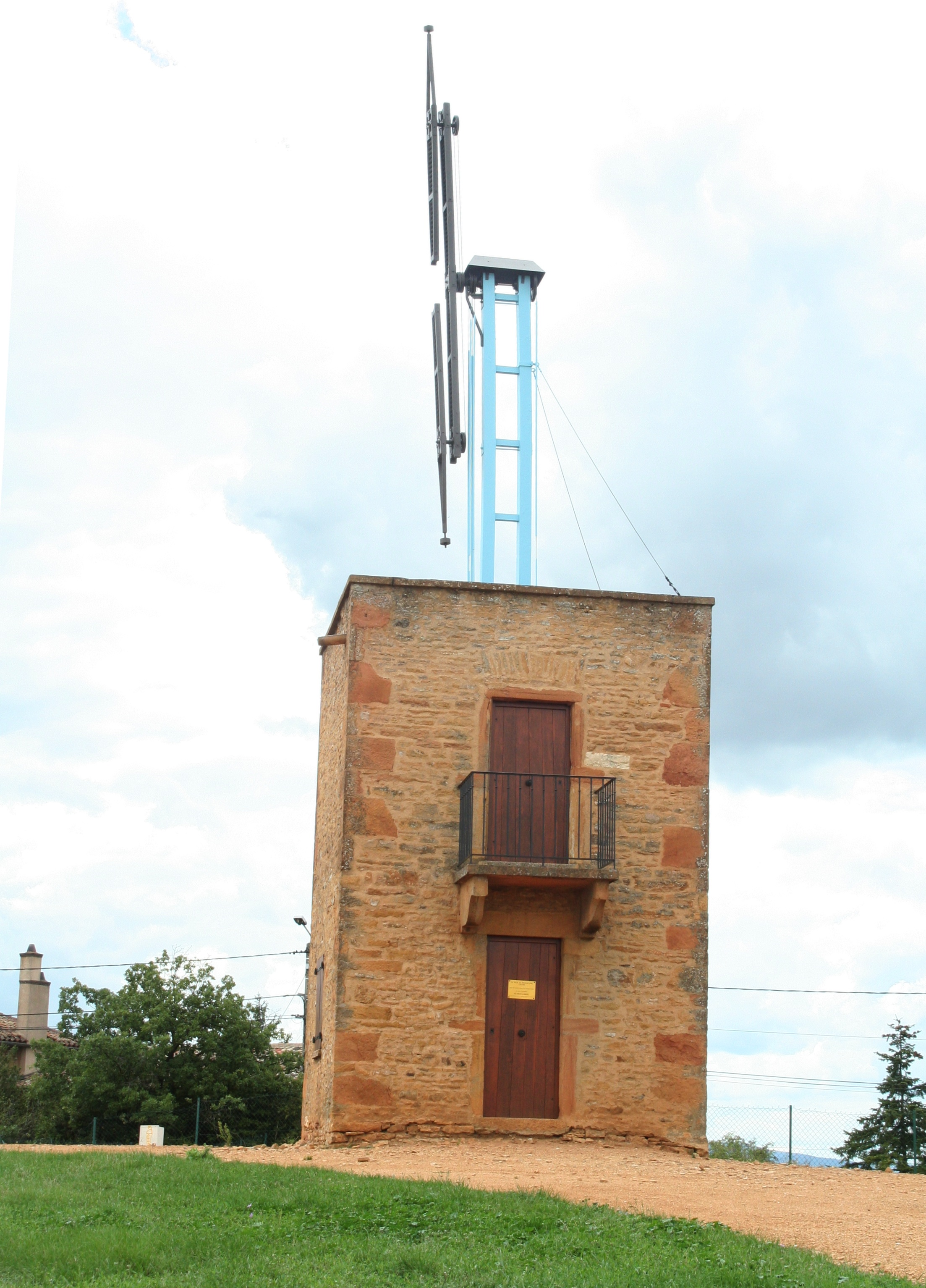
Semaphorenturm (Tour Chappe)

- Kirche Saint-Bonnet
- Semaphorenturm